# Elsinoë banksiae
Elsinoë banksiae är en svampart som beskrevs av Pascoe & Crous 2001. Elsinoë banksiae ingår i släktet Elsinoë och familjen Elsinoaceae.   Inga underarter finns listade i Catalogue of Life.